# Tetrapylon

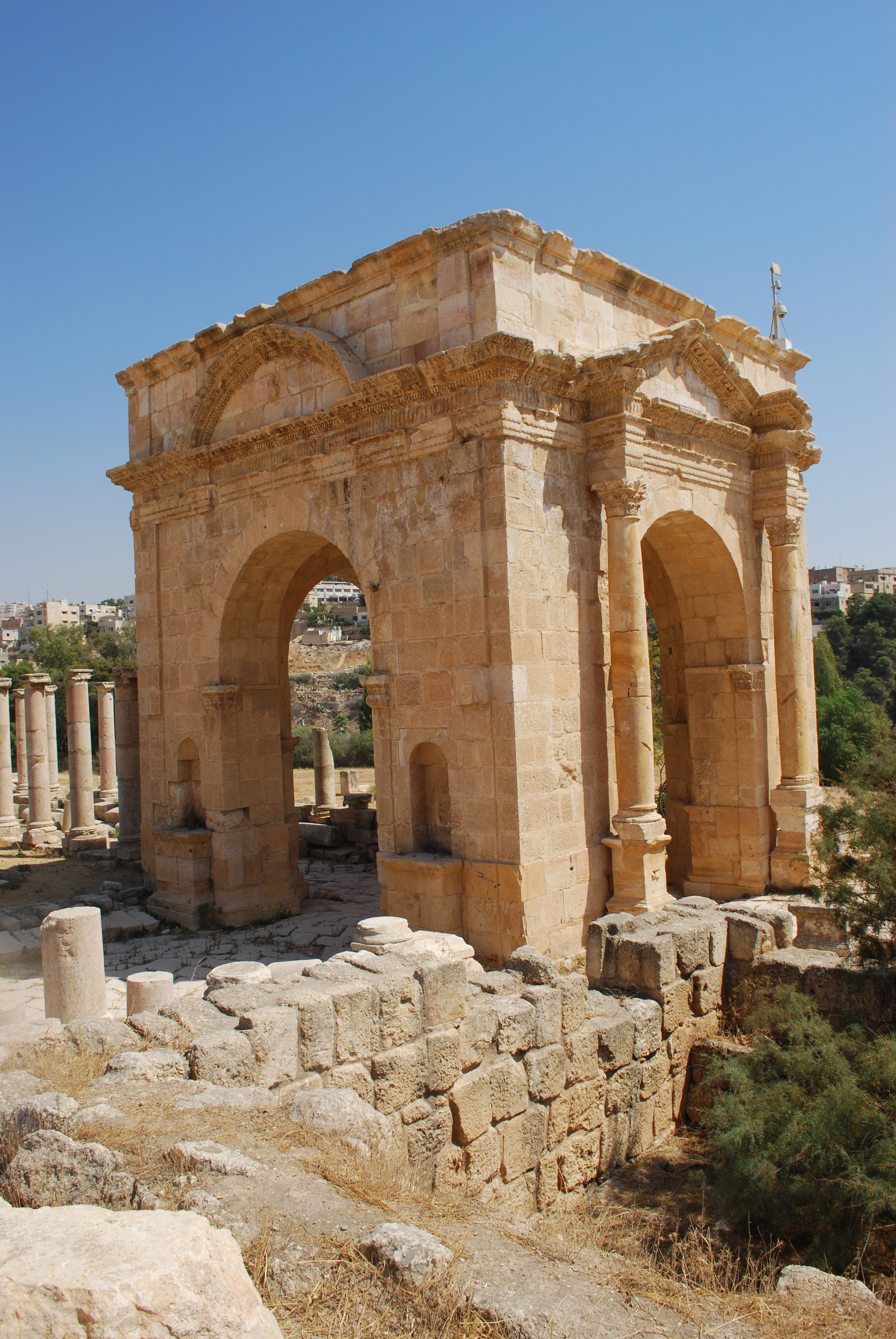
Północny tetrapylon w rzymskiej Gerazie

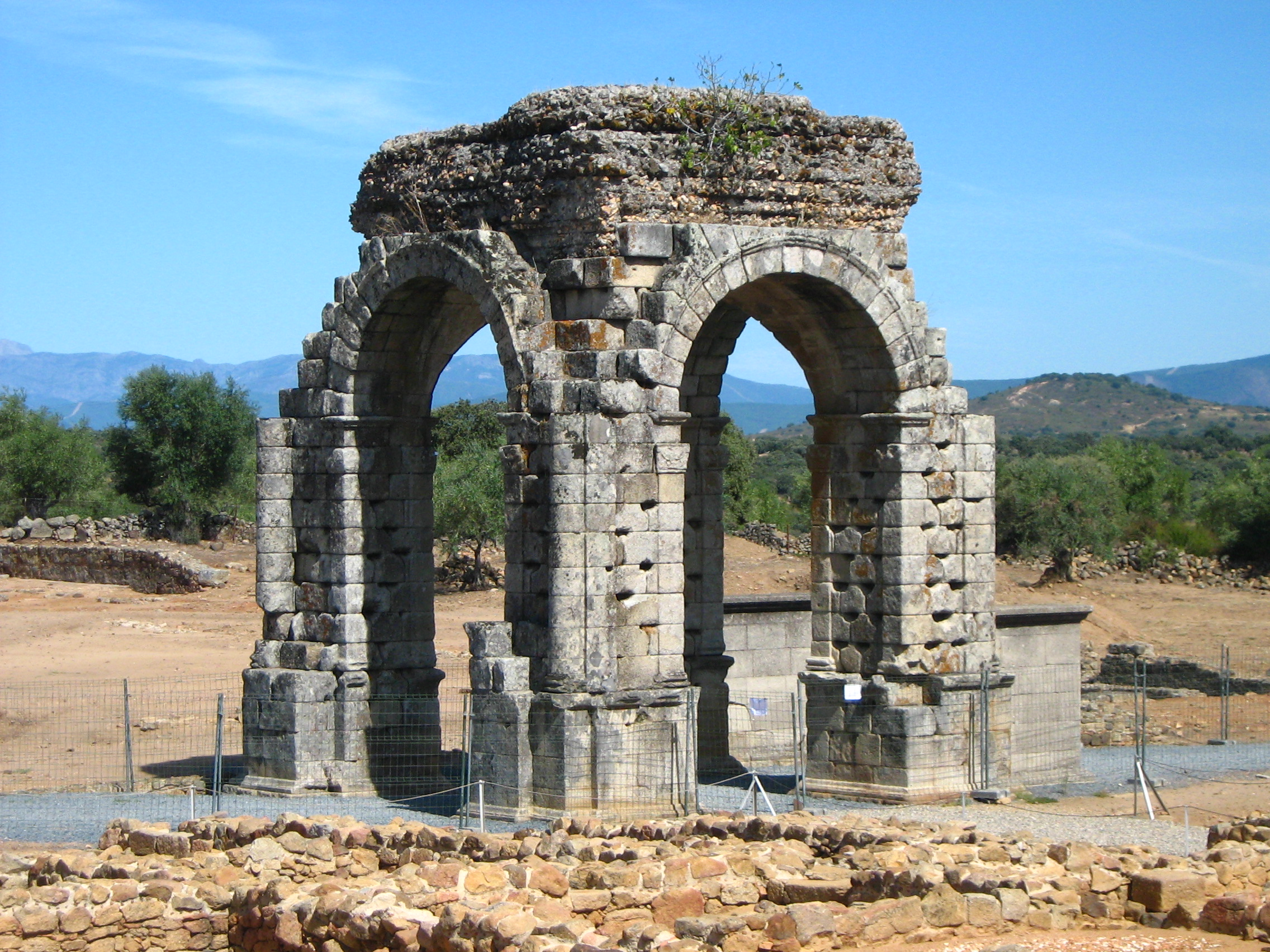
Tetrapylon (łuk) honoryfikacyjny w iberyjskiej Capara

Tetrapylon (gr. τετράπυλον, lm tetrapyla; od τετράπυλος – czwórbramny) – w architekturze rzymskiej okazała brama czterowejściowa stawiana na głównym placu miasta lub na skrzyżowaniu jego wielkich ulic.
Był to rodzaj łuku czterościennego (tj. o czterech fasadach) z dwoma skrzyżowanymi przelotami. Jego elewację okładano płaskorzeźbionymi płytami i zdobiono posągami, a nawet grupami rzeźbiarskimi z brązu. Termin tetrakionion odnoszony jest do odmiany tetrapylonu, pozbawionej pokrycia krzyżujących się przelotów i w rzeczywistości złożonej z czterech oddzielnych elementów.
Tetrapylon bywa niekiedy też określany łacińską nazwą quadrifrons, lecz właściwie odnosi się ona jedynie do łuków dedykowanych Janusowi (od jego przydomka oznaczającego bóstwo „o poczwórnym obliczu”), jak np. poświęcona mu budowla na rzymskim Forum Boarium. Jego naśladownictwo z początku IV wieku n.e. na skrzyżowaniu Via Flaminia i Via Veientana, mające charakter monumentu komemoratywnego z czasów Konstantyna Wielkiego, przetrwało poprzez stulecia przekształcone w kościół, a następnie w użytkowy budynek, w nieodległym od Rzymu dzisiejszym Malborghetto.

## Typologia
W miastach rzymskich typowe tetrapylony stanowiły element architektoniczny umieszczany na skrzyżowaniu głównych arterii, którymi były przecinające się cardo (wytyczona na kierunku północ-południe) i decumanus (na linii wschód-zachód). Niemal nienaruszone obiekty tego rodzaju przetrwały dotychczas zarówno w jordańskiej Gerazie, jak i w syryjskiej Laodycei.  
Szczególnie okazałe i wyróżniające się pod względem konstrukcyjnym budowle zachowały się w bliskowschodniej Palmyrze i w Gerazie, gdzie dodatkowo stanowiły ozdobę monumentalnych kolumnad. W Palmyrze był to tetrakionion, złożony z 16 kolumn w 4 zespołach osadzonych na osobnym cokole, oraz położony nieco dalej tripylon – wzniesiony na planie klina łuk trójprzelotowy. W obydwu wypadkach maskowały one załamania kolumnady spowodowane skrzywieniem osi ulicznej, ponadto pierwszy akcentował skrzyżowanie głównych arterii miejskich. W Gerazie powstały podobne dwa tetrapylony (północny i południowy) w miejscach przecięcia pierwszorzędnego cardo z dwoma decumani. O tym, że ta praktyczna i ozdobna konstrukcja znalazła kontynuację po upadku imperium, świadczy tetrakionion wystawiony na przecięciu dwóch głównych ulic (odpowiadających cardo i decumanus), a zachowany w umajjadzkim Andżar, mieście arabskim założonym w VII wieku pod wyraźnym wpływem urbanistyki rzymskiej.
Z kolei urbanistyczną funkcję jako bramy monumentalnej należałoby przypisać tetrapylonowi w Afrodyzji, złożonemu z podobnych dwóch par 4 kolumn, lecz w osobnych dwóch zespołach nakrytych łukowatym zadaszeniem, a otwierającemu wejście do miejscowego sanktuarium (właściwie świętego okręgu) Afrodyty.
Podobnie jak łuki triumfalne, wystawiane w miastach rzymskich tetrapylony mogły mieć charakter triumfalny, komemoratywny (upamiętniający) lub honoryfikacyjny (czczący). Do pierwszych można zaliczać łuk Marka Aureliusza w libijskiej Oea, wzniesiony w 165 n.e. przez miejscowego duumwira ku czci aktualnie panującego oraz współrządzącego z nim Lucjusza Werusa, z okazji zwycięstw nad Partami w wojnie 161-166 roku. Może do nich też należeć znacznie naruszony tetrapylon z wczesnego I wieku n.e. wystawiony w galijskim Cabellio, bogato zdobiony ornamentyką roślinną i wyobrażeniami bogini zwycięstwa.
Do honoryfikacyjnych należy przylegający do miejskich murów łuk Karakalli (po przekonstruowaniu obecnie tripylon) w numidyjskiej Theveste, wzniesiony w latach 211-214 ku czci cesarza i jego rodziny w latach 211-214 n.e. Honoryfikacyjnym tetrapylonem konstrukcyjnie podobnym do ocalałych w Gerazie i Laodycei, jest również budowla określana jako łuk triumfalny poświęcony Septymiuszowi Sewerowi i jego rodzinie. Powstał on nieco wcześniej na osi cardo w afrykańskim Leptis Magna, skąd wywodzili się Sewerowie. Charakter honoryfikacyjny wykazuje również tatrapylon z I/II wieku zachowany w luzytańskiej Capara, który w centrum antycznego miasta wystawiono na osi decumanus z wejściem na miejskie forum.
Natomiast przykład z syryjskiego Barad dostarcza świadectwa, iż konstrukcja tetrapylonu mogła znaleźć zastosowanie również w architekturze sepulkralnej jako piramidalne sklepienie bizantyjskiego grobowca z VII wieku.